# Räddningsstation Strömstad (sjöräddning)
Räddningsstation Strömstad är en av Sjöräddningssällskapets räddningsstationer.
Räddningsstation Strömstad ligger i småbåtshamnen i Strömstad. Den inrättades 2000 och har 43 frivilliga. 

## Räddningsfarkoster
- Rescue Länsförsäkringar Göteborg och Bohuslän, ett 11,8 meter långt räddningsfartyg av Victoriaklass, byggt 2018
- Rescue Roger Hansson, en 8,4 meter lång räddningsbåt av Gunnel Larssonklass, byggd 2017
- Miljöräddningssläp Strömstad

## Tidigare räddningsfarkoster
- Gustaf B Thordèn, ett 11,8 meter långt räddningsfartyg av Victoriaklass

- 12-31 Rescue Kersti Hydén, ett 11,8 meter långt räddningsfartyg av Victoriaklass, byggt 2012
- 8-12 Rescue Maximat, en 8,4 meter lång räddningsbåt av Gunnel Larssonklass, byggd 2000, flyttad till  Räddningsstation Åmål
- 3-15 Rescuerunner Gunnel Berntsson
- S-4 Rescue B-G Nilson, en 5,25 meter lång täckt svävare, byggd 2007, flyttad till Räddningsstation Mariestad